# Rollerski-Weltmeisterschaften 2017
Die 9. Rollerski-Weltmeisterschaften fanden vom 3. bis 6. August 2017 in Sollefteå statt. Die Weltmeisterschaften waren Teil des Rollerski-Weltcups.

## Medaillenspiegel

### Nationen
| Platz | Land | Gold | Silber | Bronze | Gesamt |
| ----- | ---- | ---- | ------ | ------ | ------ |

### Sportler
| Platz | Sportler(in) | Land | Gold | Silber | Bronze | Gesamt |
| ----- | ------------ | ---- | ---- | ------ | ------ | ------ |

## Ergebnis Herren

### 22,5 km Interval Start Freistil
| Platz | Name                 | Land     | Zeit         |
| ----- | -------------------- | -------- | ------------ |
| 01    | Anders Svanebo       | Schweden | 40:06,6 min. |
| 02    | Alexander Bolschunow | Russland | 41:28,9 min. |
| 03    | Even Sæteren Hippe   | Norwegen | 41:31,0 min. |
| 04    | Peter Mlynár         | Slowakei | 41:42,3 min. |
| 05    | Robin Norum          | Schweden | 41:49,0 min. |
| 06    | Dmitri Ploskonossow  | Russland | 41:49,8 min. |
| 07    | Victor Gustafsson    | Schweden | 41:51,1 min. |
| 08    | Marcus Fredriksson   | Schweden | 42:03,6 min. |
| 09    | Matteo Tanel         | Italien  | 42:11,0 min. |
| 10    | Sergio Bonaldi       | Italien  | 42:36,8 min. |

### Sprint Freistil
| Platz | Name                     | Land     |
| ----- | ------------------------ | -------- |
| 01    | Emanuele Becchis         | Italien  |
| 02    | Jostein Olafsen          | Norwegen |
| 03    | Vitaliy Smirnov          | Russland |
| 04    | Ludvig Søgnen Jensen     | Norwegen |
| 05    | Ragnar Bragvin Andresen  | Norwegen |
| 06    | Ilia Bezgin              | Russland |
| 07    | Sigurd Braathen Reigstad | Norwegen |
| 08    | Marcus Grate             | Schweden |
| 09    | Alessio Berlanda         | Italien  |
| 10    | Dmitriy Voronin          | Russland |

### 20 km klassisch Massenstart
| Platz | Name                   | Land     | Zeit         |
| ----- | ---------------------- | -------- | ------------ |
| 01    | Alexander Bolschunow   | Russland | 44:35,8 min. |
| 02    | Anders Svanebo         | Schweden | 44:44,3 min. |
| 03    | Robin Norum            | Schweden | 45:03,2 min. |
| 04    | Tom Fahlen             | Schweden | 45:19,3 min. |
| 05    | Even Sæteren Hippe     | Norwegen | 45:55,5 min. |
| 06    | Trym Halbjoerhus Fikke | Norwegen | 45:59,3 min. |
| 07    | Peter Mlynár           | Slowakei | 46:00,4 min. |
| 08    | Miroslav Šulek         | Slowakei | 46:04,8 min. |
| 09    | Marcus Fredriksson     | Schweden | 46:08,6 min. |
| 10    | Andrey Nischakov       | Russland | 46:18,2 min. |

### Team-Sprint Freistil
| Platz | Name                                       | Land        | Zeit         |
| ----- | ------------------------------------------ | ----------- | ------------ |
| 01    | Even Sæteren Hippe Ragnar Bragvin Andresen | Norwegen    | 24:45,9 min. |
| 02    | Anton Persson Erik Silfver                 | Schweden    | 24:46,7 min. |
| 03    | Miroslav Šulek Peter Mlynár                | Slowakei    | 24:57,1 min. |
| 04    | Dmitri Ploskonossow Andrey Nischakov       | Russland    | 25:06,5 min. |
| 05    | Matteo Tanel Emanuele Becchis              | Italien     | 25:07,6 min. |
| 06    | Max Olex Moritz Waidelich                  | Deutschland | 25:34,0 min. |

## Ergebnis Damen

### 18 km Interval Start Freistil
| Platz | Name                 | Land     | Zeit         |
| ----- | -------------------- | -------- | ------------ |
| 01    | Linn Sömskar         | Schweden | 36:39,4 min. |
| 02    | Maja Dahlqvist       | Schweden | 38:19,8 min. |
| 03    | Swetlana Nikolajewa  | Russland | 38:41,0 min. |
| 04    | Olga Michailowa      | Russland | 39:07,4 min. |
| 05    | Alena Procházková    | Slowakei | 39:29,4 min. |
| 06    | Svetlana Hvostunkova | Russland | 39:36,1 min. |
| 07    | Elin Mohlin          | Schweden | 39:42,5 min. |
| 08    | Ksenia Konohova      | Russland | 40:19,4 min. |
| 09    | Helene Söderlund     | Schweden | 40:32,0 min. |
| 10    | Sandra Olsson        | Schweden | 40:33,1 min. |

### Sprint Freistil
| Platz | Name               | Land     |
| ----- | ------------------ | -------- |
| 01    | Olga Letucheva     | Russland |
| 02    | Alena Procházková  | Slowakei |
| 03    | Linn Sömskar       | Schweden |
| 04    | Jackline Lockner   | Schweden |
| 05    | Maja Dahlqvist     | Schweden |
| 06    | Lisa Bolzan        | Italien  |
| 07    | Anna Bolzan        | Italien  |
| 08    | Margarita Voronina | Russland |
| 09    | Ulyana Gavrilova   | Russland |
| 10    | Ksenia Konohova    | Russland |

### 16 km klassisch Massenstart
| Platz | Name                | Land     | Zeit         |
| ----- | ------------------- | -------- | ------------ |
| 01    | Linn Sömskar        | Schweden | 41:53,4 min. |
| 02    | Alena Procházková   | Slowakei | 42:31,1 min. |
| 03    | Maja Dahlqvist      | Schweden | 42:32,0 min. |
| 04    | Elin Mohlin         | Schweden | 42:41,3 min. |
| 05    | Swetlana Nikolajewa | Russland | 44:40,3 min. |
| 06    | Olga Michailowa     | Russland | 44:40,7 min. |
| 07    | Ingeborg Dahl       | Norwegen | 45:49,9 min. |
| 08    | Varvara Prokhorova  | Russland | 45:58,4 min. |
| 09    | Olga Plotnikova     | Russland | 48:34,7 min. |
| 10    | Lisa Bolzan         | Italien  | 49:05,3 min. |

### Team-Sprint Freistil
| Platz | Name                                | Land        | Zeit         |
| ----- | ----------------------------------- | ----------- | ------------ |
| 01    | Maja Dahlqvist Linn Sömskar         | Schweden    | 17:03,9 min. |
| 02    | Olga Michailowa Olga Letucheva      | Russland    | 18:04,0 min. |
| 03    | Anna Bolzan Lisa Bolzan             | Italien     | 18:36,5 min. |
| 04    | Ingeborg Dahl Julie Synnoeve Ensrud | Norwegen    | 18:41,1 min. |
| 05    | Nastassia Aheyeva Maryia Nedyukhina | Belarus     | 19:06,5 min. |
| 06    | Anna Rockstroh Tina Willert         | Deutschland | 19:24,2 min. |

|